# Martin von Schaumberg

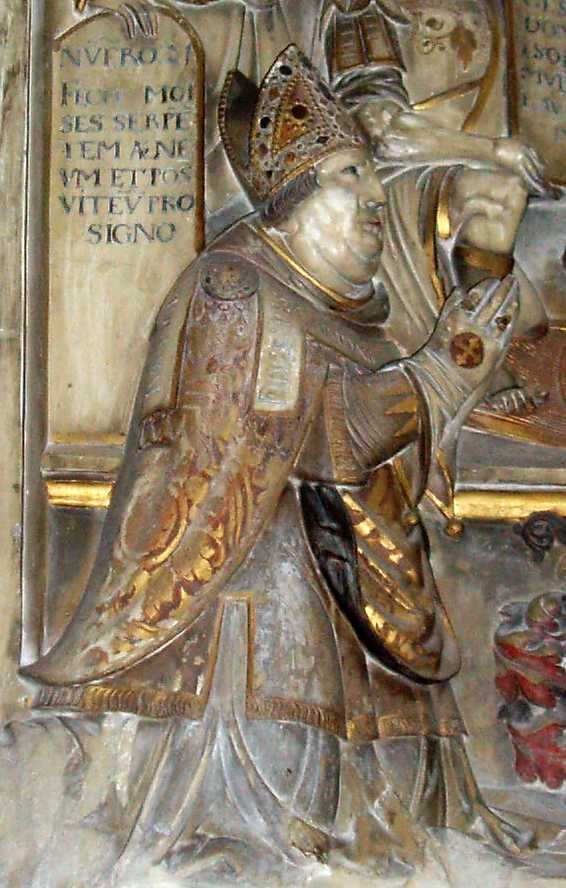
Bischof Martin von Schaumberg auf seinem Epitaphaltar

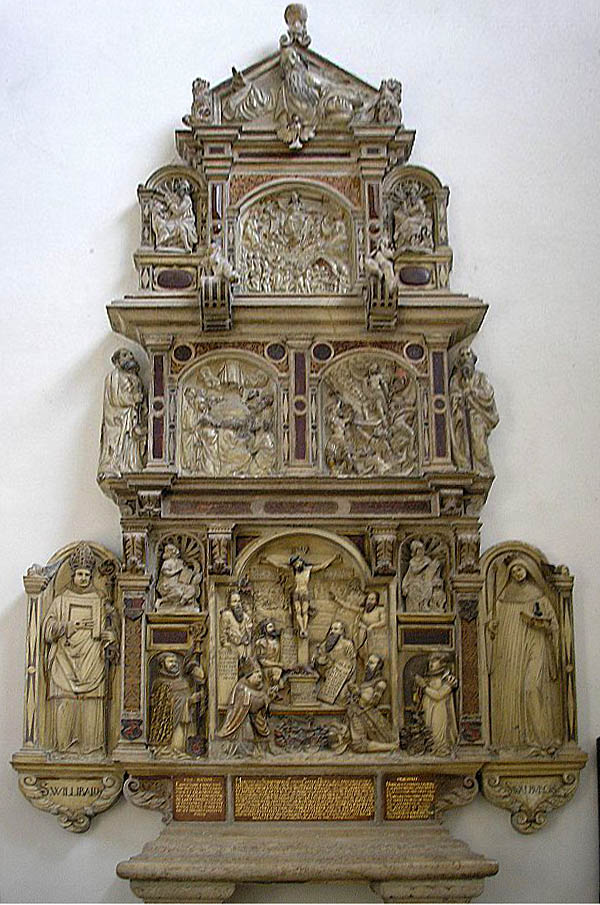
Der manieristische Epitaphaltar des Bischofs Martin von Schaumberg (1560–90) im südlichen Querhaus im Dom zu Eichstätt

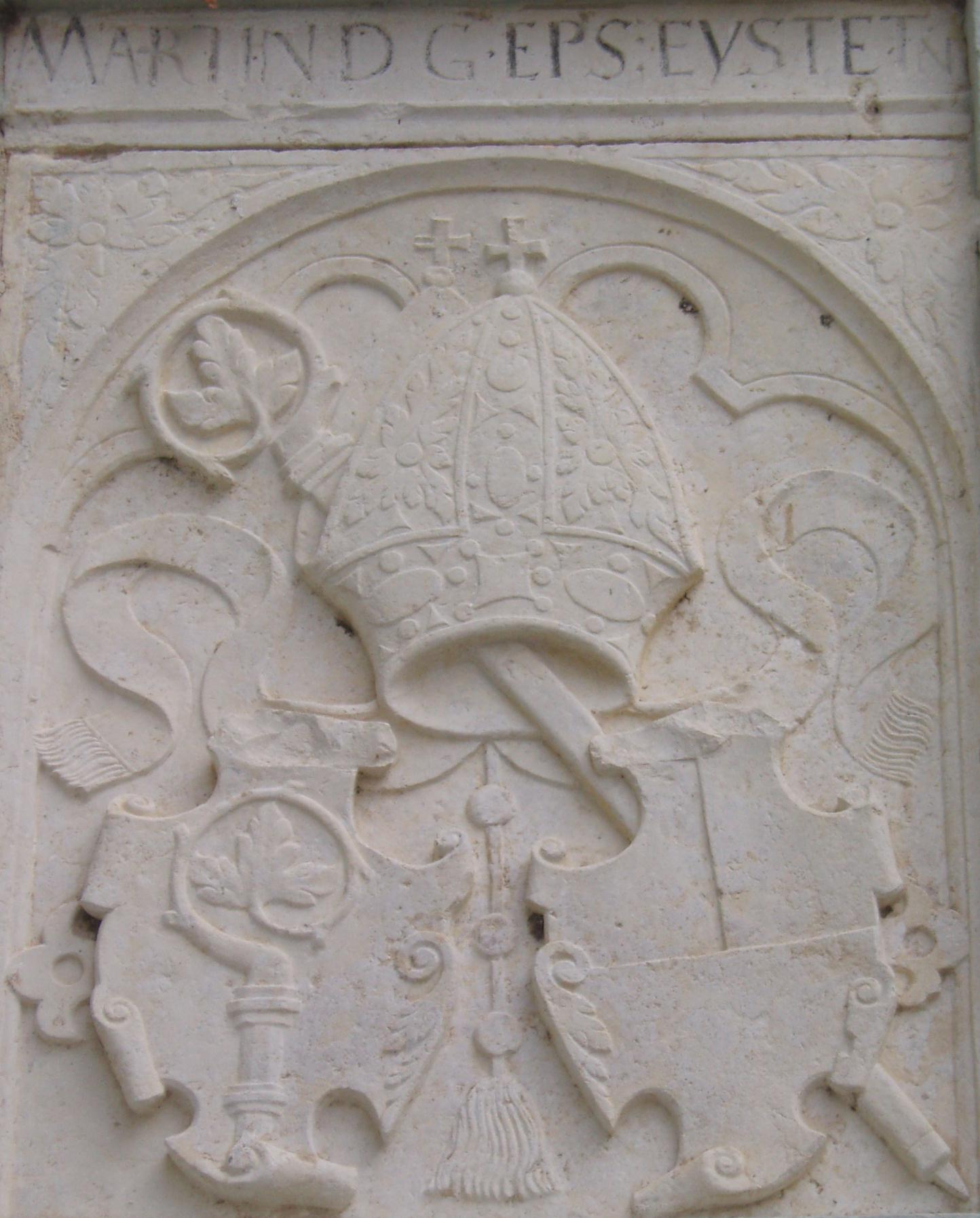
Wappen des Fürstbischofs im Schloss Hirschberg

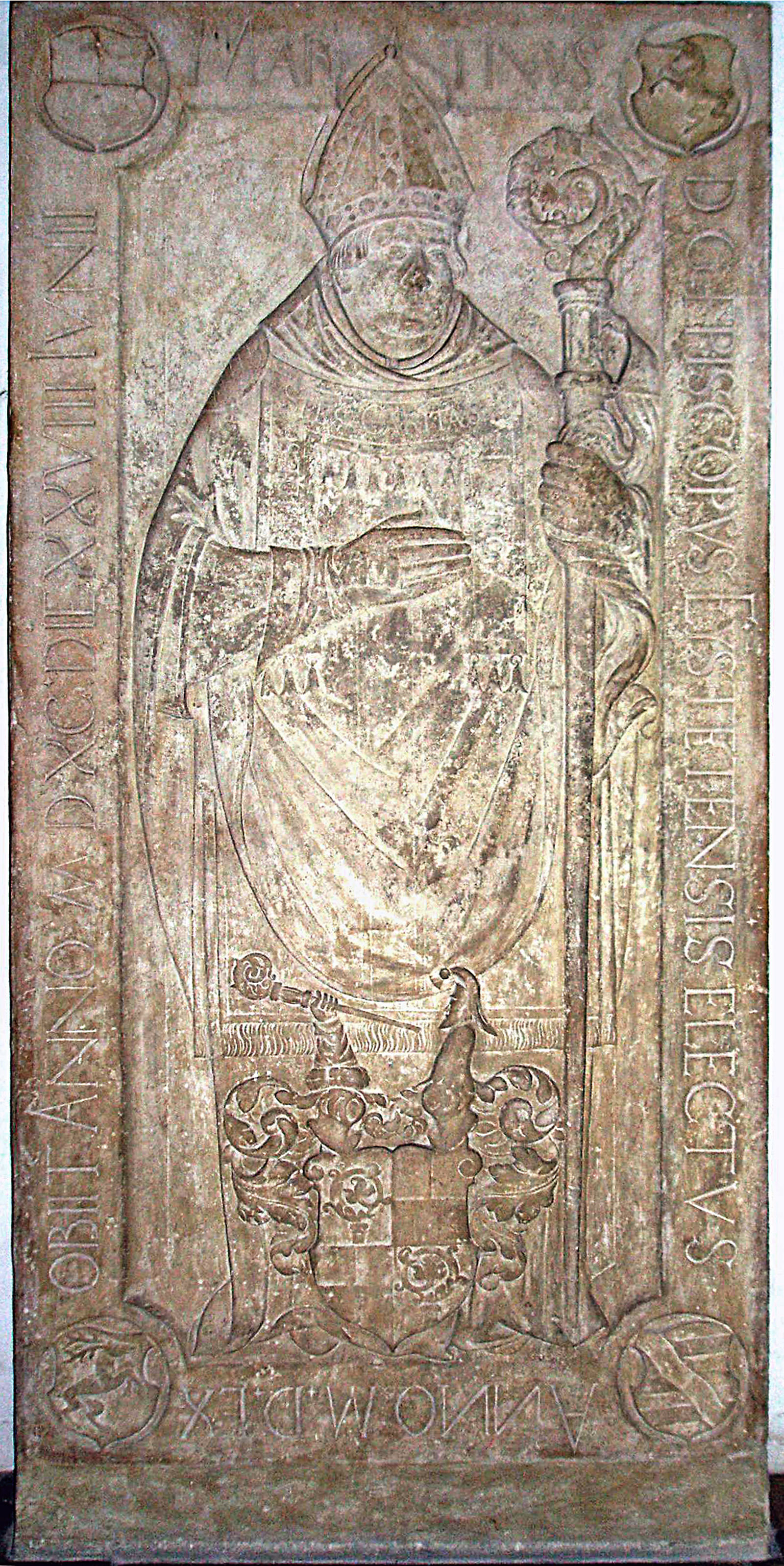
Martin von Schaumberg: Epitaph im Eichstätter Dom-Kreuzgang

Martin von Schaumberg (* 1523 in Nassenfels; † 28. Juni 1590 in Eichstätt) war Bischof des Bistums Eichstätt und Fürstbischof des Hochstifts Eichstätt von 1560 bis 1590.

## Leben
Seit 1531 Kanoniker des Eichstätter Kapitels, studierte er 1533 in Ingolstadt, 1539 in Wien und 1544 in Bologna. Zur Aufstockung seiner Einkünfte erwarb er 1549 noch ein Kanonikat in Bamberg und 1550 ein weiteres in Würzburg. 1555 wurde er Domkantor in Eichstätt, 1559 Domdekan. Er wohnte im (späteren) Hof Welden (an der Stelle des heutigen protestantischen Pfarrhauses), den er als Bischof 1575 verkaufte. Am 17. Juli 1560 wählte ihn das Domkapitel zum Bischof von Eichstätt.

### Reformen
Als er sein Bischofsamt antrat, waren zwei Drittel des Diözesangebietes in der Reformation protestantisch geworden. Er bemühte sich, im Rest – hauptsächlich im Hochstift und im baierischen Anteil der Diözese – Reformen durchzusetzen, besonders hinsichtlich des Diözesanklerus. In diesem Zusammenhang gründete er am 16. November 1564 das Collegium Willibaldinum, eine Einrichtung, die die gymnasiale Ausbildung mit akademischem Studium entsprechend den Vorstellungen des Konzils von Trient verband und die erste derartige Einrichtung in Deutschland darstellte. 
Auch die Erneuerung der Lebensweise der Kleriker lag ihm sehr am Herzen. So musste er während seiner gesamten Regierungszeit gegen die Zölibatsverstöße von Klerikern ankämpfen. Er selbst führte ein tadelloses, frommes Leben.
In sein Reformwerk schloss er auch die Klöster ein und griff zum Teil hart durch, so 1561 im Eichstätter Dominikanerkloster, wo er den Prior absetzte und widerspenstige Mönche vertrieb, im Augustiner-Chorherrenstift Rebdorf, wo er ebenfalls den Prior absetzte, und 1586 bis 1589 in der Benediktinerabtei Plankstetten. Er stützte sich nicht nur auf die Beschlüsse des Trienter Konzils, sondern holte gegebenenfalls auch Sondervollmachten beim Papst in Rom ein. Er führte einen gewissen Amtseid ein: Bei der Übernahme kirchlicher Stellen und bei der Verleihung akademischer Grade an seinen Hochschulen musste das Tridentinische Glaubensbekenntnis abgelegt werden. 1585 schrieb er die tridentinische Form der Eheschließung vor und ordnete die Führung von Kirchenbüchern, Pfarrmatrikeln, an. 1589 gab er ein neues Diözesanbrevier heraus und machte das tägliche Stundengebet für die Kleriker verpflichtend. 
Um die Bildung seiner Untertanen zu fördern, ließ er ab 1560 in seinem Herrschaftsgebiet Dorfschulen einrichten.
Der Bischof erweiterte sein Hochstift durch Zukäufe von Dörfern und Gerichtsbarkeiten (Kinding, Haunstetten, Mettendorf, Töging mit dem dortigen Schloss, Burggriesbach, Lauterbach und Untermässing); durch Sparsamkeit und kluges Wirtschaften konnte er die Hochstiftsschulden abbauen. Er erließ neue Gerichts- und Handwerksordnungen. Am 1. Februar 1583 führte er den Gregorianischen Kalender ein und nahm damit eine Vorreiterrolle im Reich ein.
In seiner Amtszeit begann die Hexenverfolgung im Hochstift Eichstätt, bei der von 1585 bis Mitte 1590 mindestens 26 Frauen aus Spalt, Dollnstein und Abenberg wegen angeblicher Hexerei zum Tode verurteilt und hingerichtet wurden.

### Bautätigkeit
Sein Name ist mit umfassenden Bautätigkeiten auf der Willibaldsburg verbunden; von den unter ihm errichteten drei umfangreichen Flügeln des dritten Hofes ist nur noch der Nordflügel, genannt „Schaumberg-Bau“, vorhanden. Auch erbaute er eine kleine Katharinenkirche, die später der Schutzengelkirche wich. Er baute auch am bischöflichen Schloss Hirschberg, wie sein dort erhaltener Wappenstein zeigt. Insgesamt hat sich jedoch von seiner Bautätigkeit wenig erhalten.

### Stiftungen
Wie viele andere Fürstbischöfe, zeigte sich auch Martin von Schaumberg großzügig. So stiftete er u. a. 1570 dem Dom sechs Messgewänder mit seinem Wappen. Eine spätere Stiftung galt dem Blatternhaus im Buchtal bei Eichstätt.

### Epitaphaltar
Als Bischof Martin starb, wurde er im Dom neben dem Michaelsaltar beigesetzt. Ein Epitaphaltar erinnert an ihn. Das manieristische Werk aus Juramarmor entstand um 1570 im Auftrag des Bischofs durch den Künstler Philipp Sarder, wurde 1789 von seinem ursprünglichen Standort von der Ostwand an die Westwand des südlichen Querhauses verlegt und befindet sich heute wieder an der Ostwand. Der mehrgeschossige Altaraufbau zeigt in Reliefs die Kreuzigung, Auferstehung, Himmelfahrt und Wiederkunft Christi. Dargestellt sind auch die Evangelisten, die Apostel Petrus und Paulus und die Diözesanheiligen. Der Bischof und seine Eltern knien vor bzw. stehen um den Gekreuzigten. Im Eichstätter Dom-Kreuzgang befindet sich das eigentliche Epitaph (Grabplatte) des Fürstbischofs.

## Die Schaumberger in Eichstätt
Das Geschlecht derer von Schaumberg war in Eichstätt mehrmals vertreten:
- 1493 bis 1508 war Walburg von Schaumberg Äbtissin des Benediktinerinnen-Klosters St. Walburg zu Eichstätt.
- Ende des 15. Jahrhunderts war Heinrich von Schaumberg fürstbischöflicher Hofmeister.
- Unter Fürstbischof Gabriel von Eyb war Georg von Schaumberg fürstbischöflicher Rat.
- 1497 starb in Rom Melchior von Schaumberg, Kanoniker zu Eichstätt und Würzburg.
- Am 15. Januar 1525 starb als Eichstätter Kanoniker (seit 1471) Gabriel von Schaumberg.
- Hans von Schaumberg, ab 1523 Kanoniker zu Bamberg und ab 1531 Kanoniker zu Eichstätt, starb 1552 und wurde in Eichstätt bestattet.
- Martin von Schaumberg, † 11. August 1613, war Dompropst zu Eichstätt, Domherr in Bamberg und Würzburg.